# John Sartain
John Sartain (Londra, 24 ottobre 1808 – Filadelfia, 25 ottobre 1897) è stato un incisore britannico naturalizzato statunitense che aprì la strada all'incisione a mezzatinta negli Stati Uniti.

## Biografia
John Sartain era nato a Londra. Imparò l'incisione al tratto e produsse molte delle tavole della Early Florentine School di William Young Ottley (1826). Nel 1828 iniziò a fare mezzetinte. Studiò pittura con John Varley e Henry James Richter.
Nel 1830, all'età di 22 anni, emigrò negli Stati Uniti e si stabilì a Filadelfia. Lì studiò con Joshua Shaw e Manuel J. de Franca. Per circa dieci anni dopo il suo arrivo negli Stati Uniti, dipinse ritratti ad olio e miniature su avorio. Nello stesso periodo trovò impiego nella realizzazione di disegni per le vignette di banconote e anche nel disegno su legno per illustrazione di libri. Aprì la strada all'incisione a mezzatinta negli Stati Uniti incidendo lastre, nel periodo 1841-1848, per il Graham's Magazine, pubblicato da George Rex Graham, e credeva che il suo lavoro fosse all'origine dell'improvviso successo della pubblicazione. Sartain divenne redattore e proprietario della rivista Campbell's Foreign Semi-Monthly Magazine nel 1843. Si interessò contemporaneamente al Museo Eclettico, per il quale, in seguito, quando John H. Agnew fu il solo responsabile, si limitò a incidere le tavole.

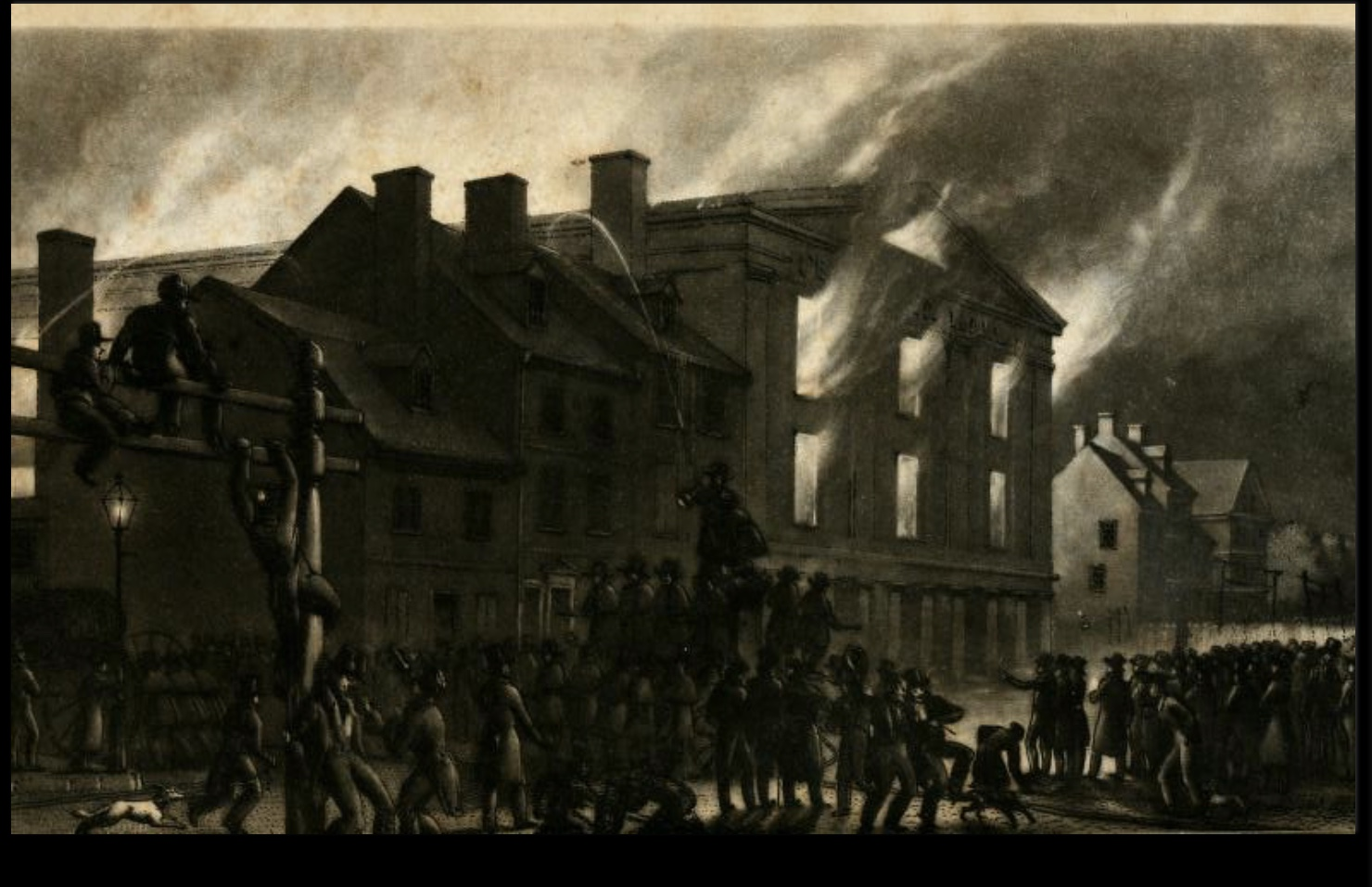
Pennsylvania Hall in fiamme, 1838. Sartain fu un testimone oculare.
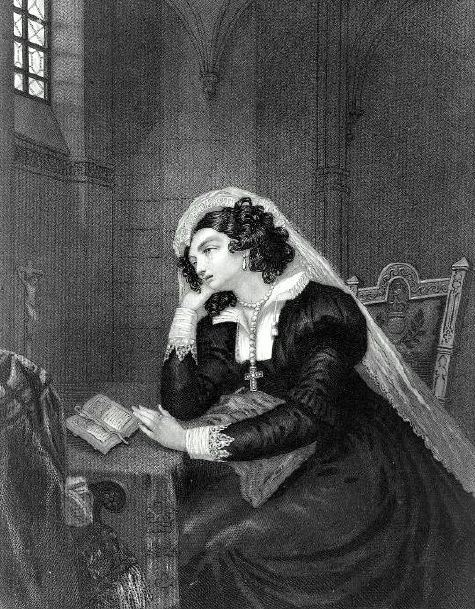
John Sartain, Maria Stuarda, la sera prima della sua esecuzione
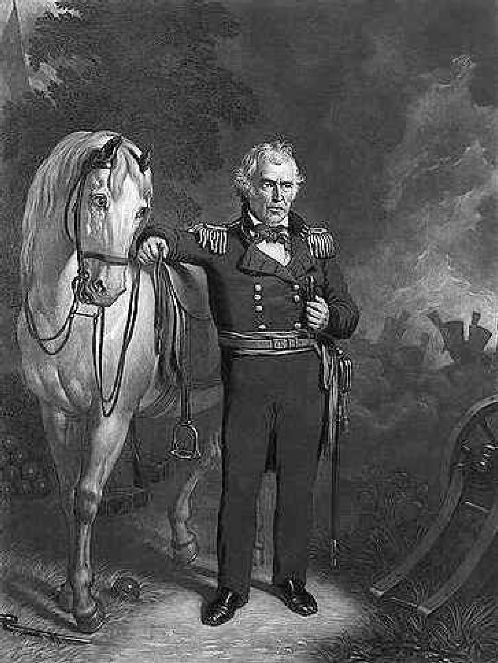
John Sartain, Zachary Taylor

## La rivista di Sartain
Nel 1848, acquistò una mezza partecipazione nell'Union Magazine, un periodico di New York. Lo trasferì a Filadelfia, dove fu ribattezzato Sartain's Union Magazine, e dal 1849 al 1852 lo pubblicò con Graham. Divenne molto noto durante quei quattro anni.
Durante questo periodo, oltre al suo lavoro editoriale e alle incisioni che dovevano essere fatte regolarmente per i periodici con cui era collegato, Sartain produsse un'enorme quantità di tavole per illustrazioni di libri.

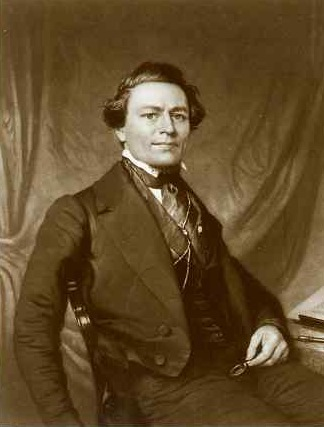
John Sartain
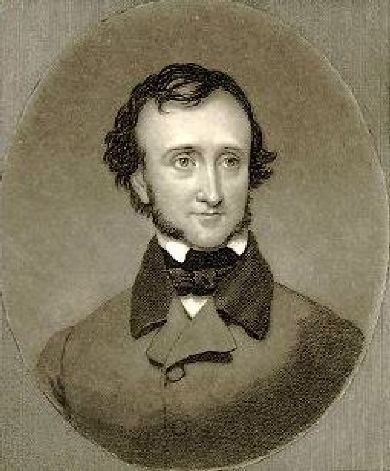
John Sartain, Edgar Allan Poe

Sartain era un collega e amico di Edgar Allan Poe. Intorno al 2 luglio 1849, circa quattro mesi prima della morte dello scrittore, questi visitò inaspettatamente la casa di Sartain a Filadelfia. Apparendo "pallido e smunto" con "un'espressione selvaggia e spaventata negli occhi", Poe disse a Sartain che era inseguito e aveva bisogno di protezione; Poe chiese un rasoio in modo da potersi radere i baffi per apparire meno riconoscibile. Sartain si offrì di tagliarglieli lui stesso usando le forbici. Poe aveva detto di aver sentito per caso persone sul treno che stavano cospirando per ucciderlo. Sartain gli chiese perché qualcuno volesse ucciderlo e Poe gli rispose che era "un problema di donne". Tuttavia, più tardi, quando Sartain lasciò che Poe rimanesse a passare la notte a casa sua, questi lo informò che avrebbe potuto avere delle allucinazioni. Questo incidente avvenne quattro mesi prima della morte di Poe. Poe diede a Sartain una nuova poesia, The Bells, che fu pubblicata nel Sartain's Union Magazine nel novembre 1849, un mese dopo la morte di Poe. Sartain's pubblicò anche la prima stampa autorizzata di Annabel Lee, anch'essa postuma.

## Anni a Filadelfia
Dopo il suo arrivo a Filadelfia, Sartain si interessò attivamente alle questioni artistiche della città. Ricoprì diversi incarichi nella Artists' Fund Society, nella School of Design for Women e nella Pennsylvania Academy of the Fine Arts oltre ad essere attivamente interessato ad altre istituzioni educative della città. Aveva visitato più volte l'Europa, e in occasione della sua seconda visita, nel 1862, fu eletto membro della società "Artis et Amicitiæ" di Amsterdam.
Sartain fu responsabile del dipartimento artistico della Centennial Exposition di Filadelfia, nel 1876. In riconoscimento dei suoi servigi, il re d'Italia gli conferì il titolo di cavaliere all'Ordine della Corona d'Italia. Le sue conoscenze architettoniche furono frequentemente impiegate: prese una parte importante nel lavoro del comitato per il Washington Memorial di Rudolf Siemering a Fairmount Park, Filadelfia, e progettò medaglioni per il monumento a George Washington e Lafayette eretto nel 1869 nel Monument Cemetery, Filadelfia. Il suo Reminiscences of a Very Old Man (New York, 1899) è di insolito interesse.

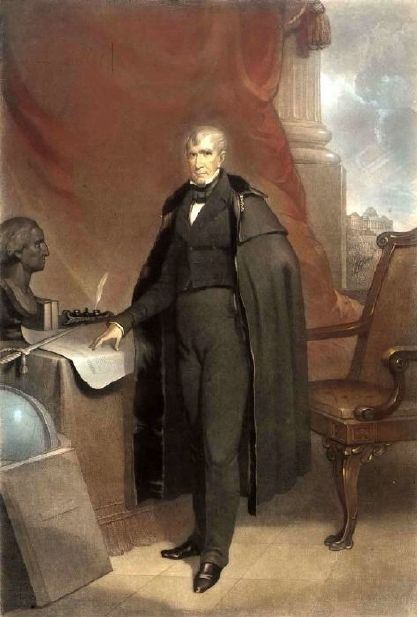
John Sartain, William Henry Harrison
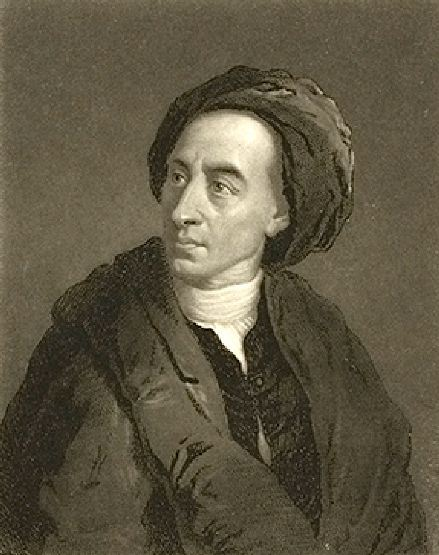
John Sartain, Alexander Pope
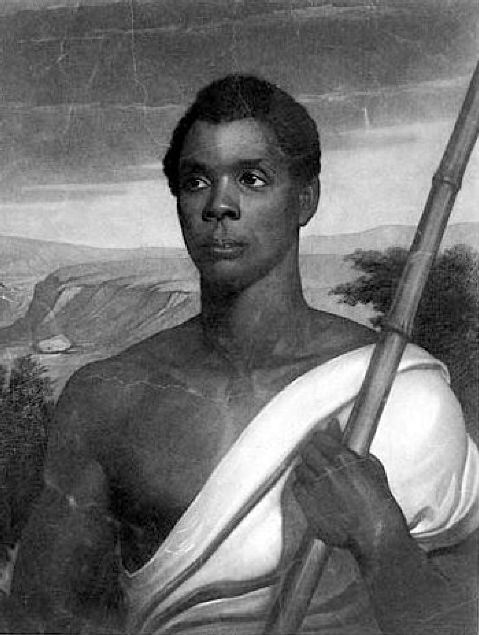
John Sartain, Cinque (Il caso Amistad)

Alla sua morte, nel 1897, Sartain fu sepolto nel Monument Cemetery. Poco prima della sua morte, la Philadelphia School of Design for Women aveva creato la John Sartain Fellowship in riconoscimento del suo mandato di 28 anni come direttore.
Nel 1956 il cimitero fu dato alla Temple University che lo sgomberò per realizzare un parcheggio. Il corpo di Sartain non venne richiesto e lui e circa 20.000 altre salme non reclamate vennero sepolte in una grande fossa comune al Cimitero di Lawnview. Le lapidi, tra cui il monumento cimiteriale, alto 21 metri, dedicato a George Washington e al generale Lafayette e il suo monumento di famiglia (tutti progettati da Sartain) vennero scaricate nel fiume Delaware per fungere da fondamenta per il ponte Betsy Ross.

## Famiglia
John Sartain sposò Susannah Longmate Swaine ed ebbero otto figli. Samuel (1830-1906), che era un incisore, Enrico (1833-1895), Guglielmo (1843-1925) ed Emily Sartain perseguirono una carriera da artisti. Emily Sartain praticò per la prima volta l'arte dell'incisore sotto suo padre. Studiò alla Pennsylvania Academy sotto Christian Schussele, e poi, fino al 1875, con Évariste Vital Luminais a Parigi. Nel 1886 divenne preside della Philadelphia School of Design for Women. William Sartain incise, sotto la supervisione di suo padre, fino all'età di circa 24 anni. Dal 1867 al 1868 studiò con Christian Schussele e alla Pennsylvania Academy. Si recò poi a Parigi, dove studiò con Léon Bonnat. Nel 1877 tornò negli Stati Uniti, stabilendosi a New York, dove fu eletto socio della National Academy of Design nel 1880. Fu uno dei fondatori della Society of American Artists. Dipinse soggetti sia paesaggistici che figurativi.

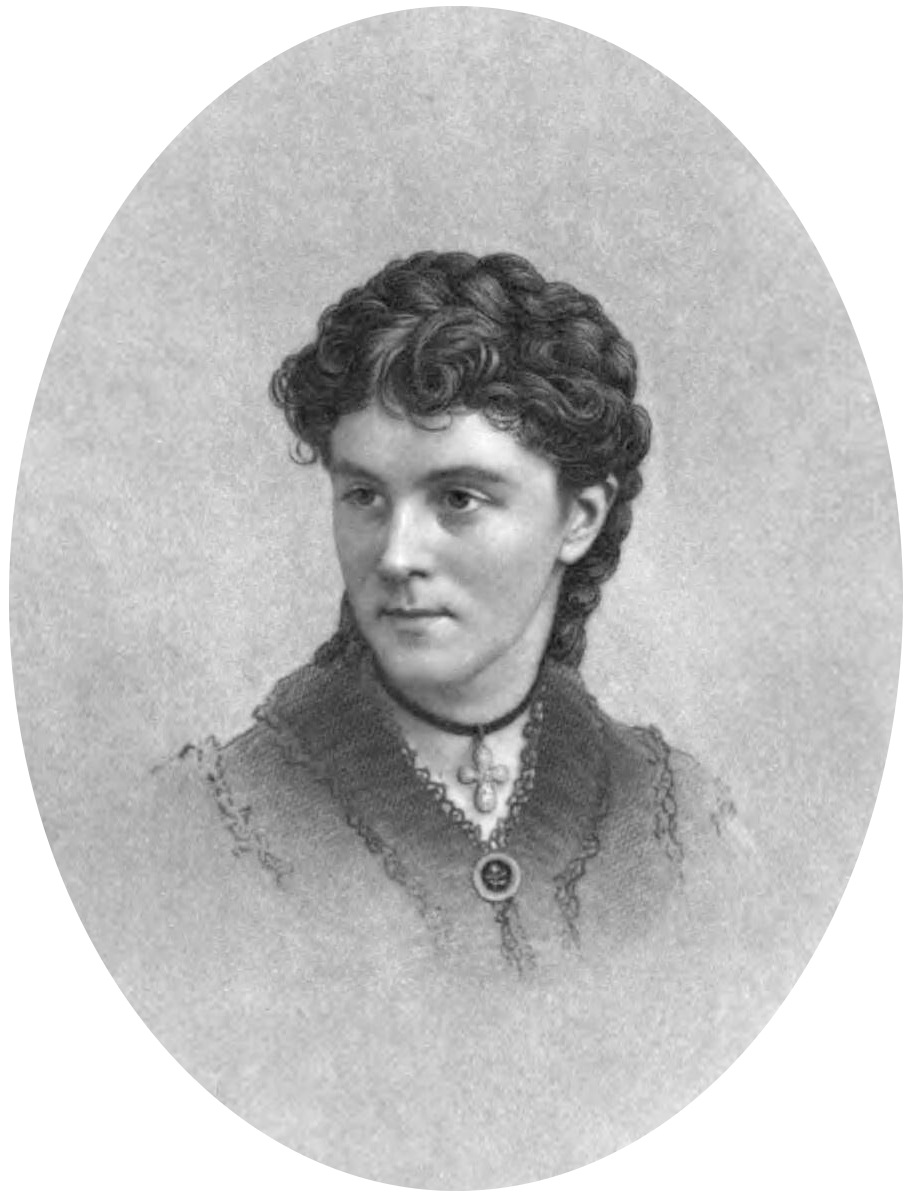
Emily Sartain, tavola del 1876
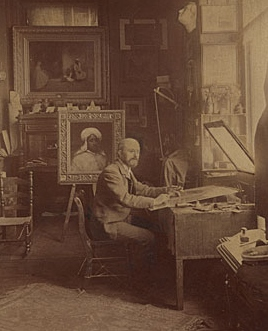
William Sartain nel suo studio, intorno al 1900